# ماركوس أنطونيو ألميدا سيلفا
ماركوس أنطونيو ألميدا سيلفا (14 يناير 1991 في البرازيل - ) هو لاعب كرة قدم برازيلي في مركز الوسط لعب مع نادي بوا إيسبورت ونادي الإمارات.

## وصلات خارجية
- ماركوس أنطونيو ألميدا سيلفا على موقع قاعدة بيانات كرة القدم.إي يو (الإنجليزية)
- ماركوس أنطونيو ألميدا سيلفا على موقع Soccerway.com (الإنجليزية)